# Mandla (huyện)
Huyện Mandla là một huyện thuộc bang Madhya Pradesh, Ấn Độ. Thủ phủ huyện Mandla đóng ở Mandla. Huyện Mandla có diện tích 5805 ki lô mét vuông. Đến thời điểm năm 2001, huyện Mandla có dân số 893908 người.